# MetaTrader 4
MetaTrader 4, também conhecido como MT4, é uma plataforma de negociação eletrônica amplamente utilizada online por negociantes especulativos de câmbio de varejo. Ele foi desenvolvido pela MetaQuotes Software e lançado em 2005. O software é licenciado para corretoras de câmbio que fornecem o software para seus clientes. O software consiste de ambos, um componente do servidor e um do cliente. O componente do servidor é administrado pela corretora e o software do cliente é fornecido aos clientes da corretora, que usam-no para ver os preços e gráficos ao vivo, para abrir negócios, e gerir suas contas.
O software do cliente é um aplicativo baseado no Microsoft Windows que se tornou popular, principalmente, devido à opção que permite que usuários escrevam seus próprios roteiros de negociação e robôs que podem automatizar os negócios. Em 2010, a MetaQuotes lançou seu sucessor, MetaTrader 5. No entanto, a mudança foi lenta, e até abril de 2013, a maioria dos usuários ainda usavam o MT4. Embora não haja uma versão oficial do MetaTrader4 disponível para Mac OS, algumas corretoras fornecem suas variantes personalizadas do MT4 para Mac OS.

## História
Seu desenvolvedor, a MetaQuotes Software, tinha lançado anteriormente um número de versões da plataforma MetaTrader, começando em 2002. MetaTrader4 foi uma versão significantemente melhorada e foi lançada em 2005.
Entre 2007 e 2010, um número de corretoras adicionaram a plataforma MT4 como uma alternativa opcional para seus softwares de negociação existentes devido à sua popularidade com negociantes e o grande número de conselheiros e roteiros de terceiros.
Em outubro de 2009, o MetaTrader 5, significantemente recodificado, foi lançado ao público para o teste beta. A primeira conta do MT5 foi subsequentemente lançada por InstaForex em setembro de 2010. Em 2013 e 2014, a linguagem de programação MQL4 foi completamente revisada, eventualmente atingindo o nível do MQL5. Começando de 600, MQL4 e MQL5 usam o MetaEditor unificado.

## Funcionalidade

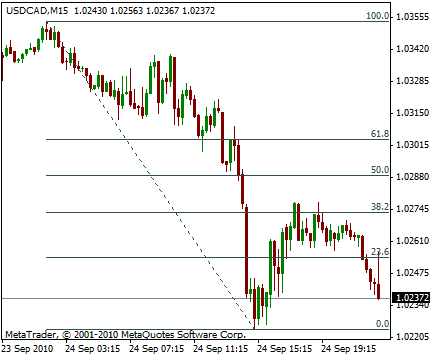
Um gráfico da tela de negociação do MT4

O terminal do cliente inclui um editor incorporado e um compilador com acesso a uma biblioteca gratuita de softwares, artigos e ajuda de usuários e muitas outras ferramentas e funções. O software utiliza uma linguagem de roteiro proprietária, MQL4/MQL5, que permite que os negociantes desenvolvam Expert Advisors, indicadores personalizados e roteiros. A popularidade do MetaTrader decorre principalmente do seu suporte à negociação algorítmica.
O Yahoo! hospeda um grande grupo (mais de 12.000 membros) devotados ao desenvolvimento do software de código aberto gratuito para o MetaTrader.
O MT4 é projetado para ser usado como um sistema autônomo com a corretora gerenciando manualmente sua posição e esta é uma configuração comum usada por corretoras. No entanto, uma série de desenvolvedores terceiros criaram pontes de software que permitem a integração com outros sistemas de negociação financeira para cobertura automática de posições. No final de 2012 e no início de 2013, o MetaQuotes Software começou a trabalhar para remover plug-ins de terceiros para o seu software do mercado, processando e advertindo desenvolvedores e corretoras.
O MetaTrader fornece dois tipos de ordens de negócios, Ordens Pendentes e Ordens de Mercado. As ordens pendentes serão executadas somente quando o preço atingir um nível predefinido, enquanto que as ordens de mercado podem ser executadas em um dos quatro modos: Execução Instantânea, Execução de Solicitação, Execução de Mercado e Execução da Bolsa. Com a execução instantânea, a ordem será executada no preço exibido na plataforma. A vantagem é que a ordem será executada a um preço conhecido. No entanto, uma boa oportunidade de negócios pode ser perdida quando a volatilidade é alta e o preço solicitado não pode ser servido. O modo de execução de solicitação permite que o negociante execute uma ordem de mercado em duas etapas: primeiro, uma cotação de preço é solicitada, e então, o negociante decide comprar ou vender usando o preço recebido. Um negociante tem alguns segundos para decidir se o preço recebido vale a pena negociar. Esse modo oferece um certo conhecimento de preço combinado com a execução garantida a esse preço. Em compensação, a velocidade de execução é reduzida e pode demorar muito mais do que outros modos. Com a execução de mercado, as ordens serão executadas com o preço da corretora mesmo que seja diferente do preço exibido na plataforma. A vantagem deste modo é que permite a negociação sem qualquer tipo de ajustes nas cotações. No entanto, o desvio pode ser considerável durante mudanças de preços voláteis. No modo de execução da bolsa, a ordem é processada pela facilidade de execução externa (a bolsa). O negócio é executado de acordo com a atual profundidade do mercado.

## Componentes
O pacote completo do MetaTrader 4 inclui os seguintes componentes:
- MetaTrader 4 Terminal do Cliente – a parte do cliente. Fornecido gratuitamente pelas corretoras para a negociação online em contas de tempo real e Demo (treinamento de negociação). Isto fornece operações de negócios, gráficos e análises técnicas[14], em tempo real. A linguagem de programação interna C permite que os usuários programem suas estratégias de negociação, indicadores e sinais. 50 indicadores básicos estão incluídos, e cada um deles pode ser personalizado. O software funciona no Windows 98/2000/XP/Vista/7. Alguns usuários relataram conseguir utilizar com sucesso usando Wine no Linux [15] para o terminal do cliente e no Mac usando WineBottler.
- MetaTrader 4 Móvel – controla uma conta de negociação através de aparelhos móveis como celulares ou PDAs. Ele funciona no Windows Pocket PC 2002/Mobile 2003, iOS, e Android.[16]
- MetaTrader 4 Servidor – o sistema central, a parte do servidor. Projetado para lidar com pedidos dos usuários para operações de negociação na plataforma, exibição e execução de garantias. Também, envia cotações de preços e notícias, registros e mantém arquivos. Funciona como um serviço. Não possui uma interface separada.
- MetaTrader 4 Administrador – é projetado para gerenciar remotamente as configurações do servidor.
- MetaTrader 4 Gerente – projetado para lidar com pedidos de negociação e gerenciar contas de clientes.
- MetaTrader 4 Centro de Dados - um servidor proxy especializado que pode ser um intermediário entre os terminais do cliente e do servidor. Reduz a carga de envio de cotações de preço do servidor principal.

## Produtos
A plataforma é focada na negociação de margem. Algumas corretoras usam o MetaTrader 4 para negociar CFD, mas ela não é projetada para trabalho em tempo integral no mercado de ações ou futuros negociados na bolsa. Ao mesmo tempo, o MetaTrader 5 também trabalha com ações e commodities negociadas na bolsa. Tanto o MetaTrader 4 quanto o 5 podem usar indicadores personalizados e programas de negociação (chamados Expert Advisors) para automação dos negócios.

## Ligações Externas
- xBinOp
- Trading Platform MetaTrader 4 (página em inglês)
- Automação de Ordens